# Економічна енциклопедія
Економічна енциклопедія — перша в Україні та країнах пострадянського простору тритомна робота вчених-економістів, що охоплює приблизно п'ятдесят економічних наук. Віддрукована у Києві видавничим центром «Академія» та Академією народного господарства у Тернополі. Розрахована на широке коло читачів.
| № тому | Літери                                               | Кількість статей | Рік видання |
| 1      | A (абандон) — К (концентрація виробрицтва)           | 3093             | 2000        |
| 2      | К (концентрація капіталу) — П (портфельний аналіз)   | 1968             | 2001        |
| 3      | П (поручництво) — Я (японський центр продуктивності) | 2499             | 2002        |

## Енциклопедія
Економічна енциклопедія охоплює усі історичні періоди, водночас акцентує увагу на перехідних економіках. В енциклопедії вміщено інформацію про особливості функціонування фінансової, банківської, бюджетної систем, світової економіки, менеджменту, оподаткування, страхування, підприємництва; формування та реалізацію антициклічної, антикризової, регіональної, трудової, податкової та іншої політики держави у різних економічних системах. Важливим є висвітлення у енциклопедії становлення економіки України часів незалежності, формування власної економічної безпеки, доцільність та ефективність використання здобутків світової економічної науки в розбудові економіки України.
У видання увійшли не лише класичні економічні теорії та погляди. Велику увагу було приділено сучасним економічним дослідженням, що базуються на основі опрацювання теоретичних та практичних матеріалів. В написанні енциклопедії було застосовано різноманітні наукові методи та концептуальні засади, характерні понад двомстам сучасним вітчизняним та зарубіжним науковцям. У роботі над другим та третім томами видавці розглядали пропозиції не лише авторський колектив, а й інших вчених та економістів-практиків.
Протягом трьох років роботи над енциклопедією проектом керували:
| № | Прізвище         | Посада                              |
| 1 | Теремко В. І.    | Керівник проекту                    |
| 2 | Гаврилишин Б. Г. | Голова редакційної ради             |
| 3 | Мочерний С. В.   | Відповідальний редактор             |
| 4 | Устенко О. А.    | Заступник відповідального редактора |

## Автори енциклопедії

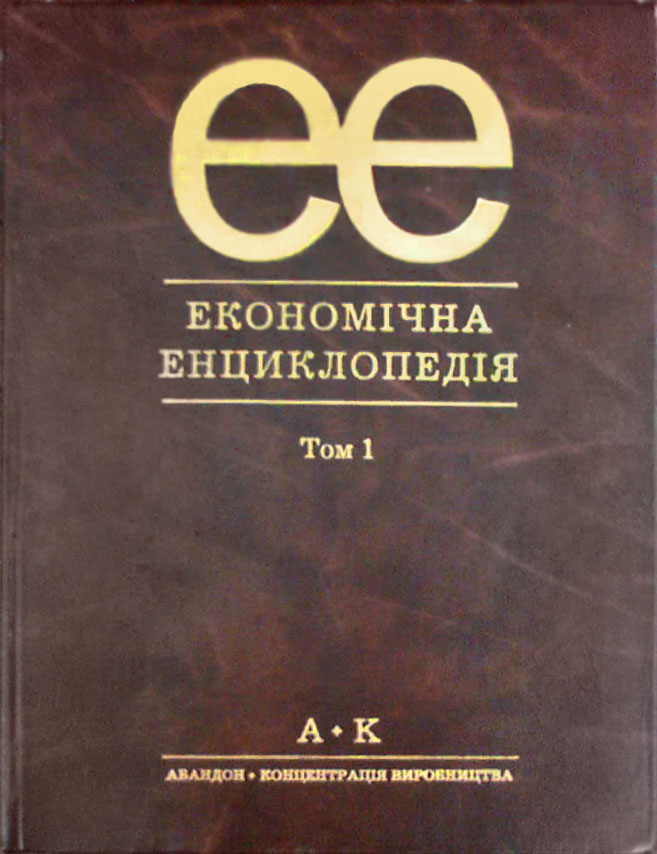
Обкладинка першого тому «Економічної енциклопедії»

До авторського колективу входили відомі як українські вчені-економісти, серед яких чимало академіків НАН України та інших наукових установ, так і представники зарубіжних наукових кіл:
| №  | Том № 1            | Том № 2                 | Том № 3                 |
| 1  | Гаврилишин Б. Г.   | Гаврилишин Б. Г.        | Гаврилишин Б. Г.        |
| 2  | Мочерний С. В.     | Мочерний С. В.          | Мочерний С. В.          |
| 3  | Устенко О.А        | Устенко О.А             | Устенко О. А.           |
| 4  | Амоша О. М.        | Амоша О. М.             | Амоша О. М.             |
| 5  | Гальчинський А. С. | Безчасний Л. К.         | Безчасний Л. К.         |
| 6  | Геєць В. М.        | Гальчинський А. С.      | Дряхлов М. І. (Росія)   |
| 7  | Зверяков М. І.     | Геєць В. М.             | Гальчинський А. С.      |
| 8  | Лукінов І. І.      | Зверяков М. І.          | Геєць В. М.             |
| 9  | Павловський М. А.  | Лукінов І. І.           | Зверяков М. І.          |
| 10 | Панченко Е. Г.     | Марковіч Д. (Югославія) | Лукінов І. І.           |
| 11 | Поважний С. Ф.     | Павловський М. А.       | Марковіч Д. (Югославія) |
| 12 | Пономаренко В. С.  | Панченко Е. Г.          | Павловський М. А.       |
| 13 | Симоненко В. К.    | Поважний С. Ф.          | Панченко Е. Г.          |
| 14 | Снотний В. Г.      | Пономаренко В. С.       | Поважний С. Ф.          |
| 15 | Теремко В. І.      | Похомов Ю. В.           | Пономаренко В. С.       |
| 16 | Філіпенко А. С.    | Симоненко В. К.         | Пирожков С. І.          |
| 17 | Черняк В. К.       | Снотний В. Г.           | Похомов Ю. В.           |
| 18 | —                  | Теремко В. І.           | Симоненко В. К.         |
| 19 | —                  | Філіпенко А. С.         | Снотний В. Г.           |
| 20 | —                  | Черняк В. К.            | Теремко В. І.           |
| 21 | —                  | —                       | Філіпенко А. С.         |
| 22 | —                  | —                       | Черняк В. К.            |
| 23 | —                  | —                       | Юрій С. І.              |

Позначення:
|  | — керівництво редакційної ради відповідного тому |